# 16. Feldartillerie-Brigade (Deutsches Kaiserreich)
Die 16. Feldartillerie-Brigade war ein Großverband der Preußischen Armee.

## Geschichte
Die 16. Feldartillerie-Brigade wurde am 1. Oktober 1899 in Trier neu aufgestellt,  nachdem die vorherige Brigade in 33. Feldartillerie-Brigade umbenannt worden war.
Am 16. Februar 1917 wurde sie zum Artillerie-Kommandeur 16 umfunktioniert, dem damit die taktische Führung der gesamten Feld- und schweren Artillerie oblag.
Sie war Teil der 16. Division (Standort Trier), 
die dem VIII. Armee-Korps in Koblenz zugeordnet war.

### Gliederung
- 1899 bis 1912

Feldartillerie-Regiment „von Holtzendorff“ (1. Rheinisches) Nr. 8 und Triersches Feld-Artillerie-Regiment Nr. 44
- 1912 bis 1914

2. Rheinisches Feld-Artillerie-Regiment Nr. 23 und Triersches Feld-Artillerie-Regiment Nr. 44
- Kriegsgliederung bei Mobilmachung 1914

Wie vor 
- Kriegsgliederung am 25. März 1918

2. Rheinisches Feldartillerie-Regiment Nr. 23 und Fußartillerie-Bataillon Nr. 32

### Erster Weltkrieg
Mit Kriegsbeginn wurde die Brigade im Verband der 16. Division  ausschließlich an der Westfront eingesetzt, wo sie bis zum Rückzug aus den besetzten Gebieten verblieb. 
Zu den Kampfhandlungen, Gefechten und Schlachten siehe Kampfgeschehen der 16. Division.

### Brigadekommandeure
| Name                      | Datum                                                |
| ------------------------- | ---------------------------------------------------- |
| Johann Korwan             | 1. Oktober 1899 bis 17. Oktober 1903                 |
| Georg Gutjahr             | 18. Oktober 1903 bis 14. Dezember 1906               |
| Adolf von Westarp         | 15. Dezember 1906 bis 21. April 1912                 |
| Max Karl Gottlob Beckmann | 22. April 1912 bis 23. Dezember 1914                 |
| Ludwig von Mertens        | 24. Dezember 1914 bis 4. Oktober 1915                |
| Walter Heym               | 5. Oktober 1915 bis 14. April 1919 (Demobilisierung) |